# 스티브 롬바디

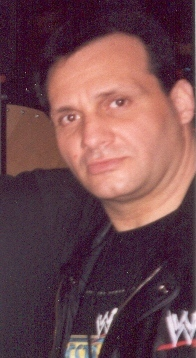

스티브 롬바디(Steve Lombardi)는 주로 WWF/WWE 이름이 브루클린 브로울러(Brooklyn Brawler)라는 사용을 한적도 있었다. 본명은 스티브 케네스 롬바디(Steven Kenneth Lombardi)라는 있다. 1960년 4월 18일 미국의 프로레슬링선수다. 1983년 프로레슬링 입문으로 이때 나이 24세로 시작을 했다. 키는 184cm(6 ft 0 in)에다가 몸무게는 109kg(240 lb)이다. 피니쉬는 사이드 수플렉스, 슈퍼 수플렉스, 브로울러 크랩(보스턴 크랩), 브로울러 독(다이빙 불독)으로 4가지 사용을 한다. 그러나 이전에는 WWF/WWE 이름이 김치(Kimchee)라는 활동을 한적도 있었다. 당시 카말라라는 프로레슬링선수를 데리고 다닌 적도 있었다. 스티브는 미국 미시간 디트로이트라는 살았다고 한다.

## Professional wrestling highlights
- Finishing moves
  - Brawler Crab (Boston crab) - 1983–present
  - Brawler Dog (Diving bulldog) - 1983–present
  - Side suplex - 1983–present
  - Super suplex - 1983–present
- Signature moves
  - Back body drop
  - Big boot
  - Body slam
  - Lariat
  - Military press slam
  - Military press facebuster
  - Neckbreaker slam
- Managers
  - Bobby Heenan
  - Harvey Wippleman
- Wrestlers managed
  - Kamala
- Entrance themes
  - "Take Me Out to the Ball Game", by Jim Johnston (WWF; 1994)
  - "Doinkin' Around" by Jim Johnston (WWF; 1995-1996)
  - "Working Rhythm" by Non-Stop Music (WWF; 2000)
  - "Tenderloin" by Eve S. Dowdle (WWF/WWE; 2000-2006)
  - "Corporate Player" by Jim Johnston (WWF; 2000)
  - "The Hood" by Brett R. Raymond (WWF/WWE; 2000-2006)
  - "Tracking Heat" by Daniel Holter & Rex Carroll (WWE/ECW; 2006-present)

## 수상
- APWF 월드 텔레비전웨이트 챔피언 (5회)
- BWF 월드 캔-암 헤비웨이트 챔피언 (2회)
- BWF 월드 캔-암 텔레비전웨이트 챔피언 (1회)
- IWA 월드 유나이티드 스테이츠 헤비웨이트 챔피언 (2회)
- NWA 월드 미시간 헤비웨이트 챔피언 (2회)
- NWA 월드 사우쉐스트 텔레비웨이트 챔피언 (4회)
- RCW 월드 유나이티드 스테이츠 태그팀웨이트 챔피언 (3회) - 제이 러브
- TPW 월드 라이트헤비웨이트 챔피언 (4회)
- TPW 월드 태그팀웨이트 챔피언 (5회) - 레드 플레어
- WBW 월드 헤비웨이트 챔피언 (2회)
- WBW 월드 텔레비전웨이트 챔피언 (2회)
- 슬리미 어워드 (1회)
  - 워스트 아이디어 (1994) - 에이브 너클볼 숼트스 온 스트라이크